# Una pequeña luz: protegiendo a Ana Frank
Una pequeña luz: protegiendo a Ana Frank (A Small Light, en inglés original) es una miniserie de drama biográfica de Estados Unidos de 2023, creada por Joan Rater y Tony Phelan, y protagonizada por Bel Powley, Joe Cole, Billie Boullet, Liev Schreiber, Amira Casar y Ashley Brooke. La serie trata sobre el periodo en que Miep Gies, una secretaria austríaca, ayudó a su empleador Otto Frank, a su familia (incluida Ana Frank) y a otros refugiados judíos a esconderse después de la invasión alemana a los Países Bajos durante la Segunda Guerra Mundial. 
La serie se estrenó en National Geographic el 1 de mayo de 2023, y en Disney+ y Hulu al día siguiente.

## Argumento
A Miep Gies, secretaria de una empresa de condimentos y jaleas, su jefe Otto Frank le encarga la misión de ayudarle a él, a su esposa Edith y a sus hijas Ana y Margot, a refugiarse de la persecución nazi tras la invasión de Alemania a Países Bajos. Para ello, Otto ha adaptado un anexo trasero de su empresa al cual se traslada con su familia. Miep Gies tendrá la tarea de ayudar a sobrevivir no solo a la familia Frank, sino a otros cuatro refugiados, mientras ella y su esposo Jan tratan de luchar por su cuenta contra los invasores.

## Reparto

### Principal[2]
- Bel Powley como Miep Gies
  - Agi Tietjen como joven Miep
- Joe Cole como Jan Gies
- Billie Boullet como Anne Frank
  - Zoe Ponzo como joven Anne
- Liev Schreiber como Otto Frank
- Amira Casar como Edith Frank
- Ashley Brooke como Margot Frank
  - Polly Sakoufaki como joven Margot

### Recurrente
- Andy Nyman como Hermann van Pels
- Caroline Catz como Auguste van Pels
- Rudi Goodman como Peter Van Pels
- Noah Taylor como Dr. Friedrich "Fritz" Pfeffer
- Ian McElhinney como Johannes Kleiman
- Nicholas Burns como Victor Kugler
- Sally Messham como Bep Voskuijl
- Liza Sadovy como Sra. Stoppelman
- Laurie Kynaston como Casmir
  - Noah Leggott como joven Casmir
- Eleanor Tomlinson como Tess
- Sebastian Armesto como Max Stoppelman
- Sean Hart como Willem Arondéus
- Bill Milner como Tonny Ahlers
- Hanna van Vliet como Frieda Belinfante
- Preston Nyman como Kuno van der Horst

### Invitados
- Tom Stourton como Daniel van Dijk
- Vicki Pepperdine como Gerdi Lange
- Tyrone Huntley como cantante del bar
- Jim High como Bram Becker
- Ben Esler como Father Dirksen
- Mohana Rajagopal como Sra. Reddy
- Dylan Edwards como Isaac Schwarz
- Sarah T. Cohen como Maya Schwarz
- Hannah Bristow como Betje
- Sarah Winter como Liesje
- Judith Georgi como Vera
- Daniel Donskoy como Karl Josef Silberbauer
- Victor McGuire como Willem Grootendorst
- Lisa Karlström como Charlotte Kaletta

## Producción
En febrero de 2022 se anunció que Disney+ había dado luz verde a la miniserie de National Geographic, escrita por Tony Phelan y Joan Rater, y dirigida por Susanna Fogel en varios episodios. En abril, Bel Powley fue elegida para interpretar a Gies, con Liev Schreiber como Otto Frank y Joe Cole como Jan Gies. Amira Casar, Billie Boullet y Ashley Brooke se unirían en junio, y Boullet interpretaría a Ana Frank.
La producción comenzó en julio de 2022, y el rodaje se realizó entre Hradec Králové, Praga y Ámsterdam en el verano de 2022.

## Música
La banda sonora de la serie fue producida y coproducida por Este Haim, e incluye versiones de músicos como Danielle Haim, Kamasi Washington, Sharon Van Etten, Angel Olsen, Weyes Blood, Remi Wolf, King Princess, Orville Peck y Moses Sumney. 
El álbum de la banda sonora se lanzó el 23 de mayo de 2023.

## Premios
- Golden Trailer Awards 2023: Mejor BTS/EPK para una serie de TV/streaming (más de 2 minutos)
- Gotham Awards 2023: Mejor serie revelación de más de 40 minutos
- Astra TV Awards 2023: Mejor cadena de transmisión o serie limitada o antológica de cable.
- Astra TV Awards 2023: Mejor actor de reparto en una serie limitada o antológica de una cadena de televisión abierta o cable (para Liev Schreiber).
- Astra TV Awards 2023: Mejor dirección en una cadena de televisión abierta o cable, serie limitada o antológica (para Susanna Fogel, por el episodio piloto).
- Astra TV Awards 2023: Mejor artista destacado (para Ariel Marx, compositor).[5]
- Christopher Award 2024: Mejor serie afirmando los valores más elevados del espíritu humano.[6]
- ATAS 2024: Mejor serie con un contenido que “inspira, informa, motiva e incluso tiene el poder de cambiar vidas”.[7]